# Passo Feudo
Il Passo Feudo (Satteljoch o Feudopass in tedesco, Passo Feodo in dialetto predazzano) è un valico alpino a quota 2.121 m s.l.m. e costituisce un confine naturale tra i comuni di Predazzo e Tesero, in provincia di Trento e il comune di Nova Ponente in provincia di Bolzano.
Situato tra il Doss Cappello a sud e il gruppo del Latemar a nord, è accessibile attraverso la cabinovia e la seggiovia dello Ski Center Latemar, che parte dallo Stadio del salto con gli sci di Predazzo e fa scalo alla località di Gardonè (1.600 m) oppure attraverso la strada bianca da Predazzo (segnavia 504) o, dal versante opposto, da Pampeago (segnavia 505), a piedi o tramite una strada percorribile solo con fuoristrada (è necessario ottenere un permesso di circolazione).
Il passo Feudo si trova nel territorio della Regola Feudale, ed è un punto di accesso per il Doss Cappello (e il relativo sentiero geologico curato dal Museo geologico delle Dolomiti di Predazzo), il monte Agnello e le cime dei monti Cornacci a sud e il rifugio Torre di Pisa sul gruppo del Latemar a nord.
È una delle principali mete turistiche della Val di Fiemme, sia estive, per la possibilità di percorsi escursionistici, che invernali, per le piste da sci del comprensorio Ski Center Latemar.